# 高橋友碩
高橋 友碩（たかはし ゆうせき、1681年（延宝9年）頃 -1726年（享保11年））は、江戸時代の囲碁棋士で、家元井上家の五世井上策雲因碩の跡目井上友碩。美濃国生まれ、四世本因坊道策のち四世井上道節因碩門下、七段。御城碁5局を務めた他、『傅信録』編纂に携わった。

## 経歴
本因坊道策門下となり、五段に進む。かつて本因坊家の火災により所蔵の古文書が焼失していたため、本因坊道知、井上道節因碩より、道節門下で同郷の堀部因入とともに、本因坊算砂から道策までの時代の碁界事蹟記録の調査編纂を命じられ、1706年（宝永3年）にこれが完成して『傅信録』と名付けられた。これは以後、囲碁界の重要な記録として残されている。
この後道節門下となって六段に進み、戸田釆女正に仕える。1720年（享保5年）に井上策雲因碩の跡目となって井上友碩を名乗り、翌1721年から御城碁に出仕。手合も七段に進む。御城碁を5年勤めた後の1726年に46歳で病死。策雲は伊藤春碩を再跡目とした。
1710年（宝永7年）に琉球の碁士屋良里之子が道知と対局したのに次いで、島津邸で相原可碩と対局した際、策雲因碩とともに友碩も同道した。
『古今碁経抜粋』に1670年（寛文10年）の本因坊道策と菊川友碩という者の二子局が収められているが、この菊川と高橋は時期的に別人と見られる。

## 御城碁戦績
- 1721年（享保6年）先番4目勝 林朴入門入
- 1722年（享保7年）白番3目負 林因長門入
- 1723年（享保8年）先番2目勝 安井仙角
- 1724年（享保9年）白番5目負 林朴入門入
- 1725年（享保10年）白番1目勝 本因坊知伯

## 注
1. ↑  『坐隠談叢』などで井上友信、因節などの名の伝があるが、増補版で誤記とされている。
2. ↑  酒井猛『玄妙道策 囲碁古典名局選集2』日本棋院 1991年